# Маршал, Ричард, 3-й граф Пембрук
Ричард Маршал (англ. Richard Marshal, 3rd Earl of Pembroke; 1191 — 16 апреля 1234) — английский аристократ и военачальник, 3-й граф Пембрук и 5-й лорд-маршал Англии (1231—1234).

## Биография
Второй сын знаменитого Уильяма Маршала (1147—1219), лорда-маршала Англии и 1-го графа Пембрука, и Изабеллы де Клер, 4-й графини Пембрук, дочери Ричарда Стронгбоу, графа Пембрука.
6 апреля 1231 года после смерти своего старшего брата Уильяма Маршала, не оставившего после себя потомства, Ричард Маршал унаследовал титулы графа Пембурка и лорда-маршала Англии.
Владел землями в Лонгвилле (Нормандия), Уэльсе и Ирландии.
После опалы Хьюберта де Бурга, графа Кента, Ричард Маршалл возглавил баронскую партию, настроенную враждебно против Пьера де Роша, епископа Винчестерского, и Питера де Риво, лорда-казначея, фаворитов короля Англии Генриха III Плантагенета. В августе 1233 года Ричард Маршал отказался посетить короля в Глостере, опасаясь вероломства его фаворитов, и поднял восстание. В марте 1234 года король и лорд-маршал заключили перемирие. Ричард Маршал вынудил короля отстранить от должности лорда-канцлера Питера де Риво. В это же время в Ирландии вспыхнул конфликт между братьями Ричарда Маршала и сторонниками короля.
Ричард Маршал заключил союз с уэльским правителем Лливелином Великим.
В 1233 году граф Пембрук начал войну против лорда-канцлера Питера де Риво, пользовавшегося поддержкой короля. В январе 1234 года отряды Лливелина и Ричарда Маршала взяли замок Шрусбери в Уэльсе, принадлежавший де Риво.
Ричард Маршал отправился из Уэльса в Ирландию, где королевский юстициарий стремился захватить Ленстер, чьи земли принадлежали Маршалу. Ричарда убедили вступить в переговоры с юстициарием. Встреча была назначена на 1 апреля 1234 года. Но юстициарий не стал обсуждать условия мира, а бросился в атаку. Ирландские вассалы покинули Ричарда.
Ричарду Маршалу пришлось принять безнадежный бой с несколькими рыцарями своей свиты против превосходящих сил противника. Потерпев поражение в битве при Куррахе (апрель 1234 год) от сторонников короля под командованием юстициария Ирландии Морица Фитцджеральда, Ричард попал в плен. Раненого Ричарда Маршала отнесли в замок Килкенни, где он спустя две недели, 16 апреля 1234 года, умер от ран.
Ричард Маршал был похоронен в городе Килкенни (Ирландия). Его титулы и владения унаследовал младший брат Гилберт Маршалл (1194—1241), 4-й граф Пембрук и 6-й лорд-маршал Англии (1234—1241).

## Семья
С 1222 года он был женат на Жервез де Динан (ум. 1238), дочери Алана Динана, барона де Динана. Брак был бездетным.